# Château de l'Ermitage (Mancenans-Lizerne)
Le château de l'Ermitage est un château situé sur la commune de Mancenans-Lizerne, dans le département du Doubs et la région Bourgogne-Franche-Comté.

## Situation
Le château est construit au bord d'une avancée du plateau de Maîche qui domine la vallée du Waroly et celle du Dessoubre.

## Histoire
Construit en 1626 par Jean-Renaud Lallemand du Russey, le château fut confisqué et vendu comme bien national en 1792. Il fut ensuite occupé à partir de 1878 par des moines de l'ordre des Carmes Déchaussés qui y fabriquèrent une liqueur dite de "l'Ermitage". Lorsque les moines quittèrent les lieux en 1892, le château devint la propriété du peintre Joseph Aubert. Il réalisa en ces lieux de très belles toiles qui ornent encore aujourd’hui certaines églises franc-comtoises.

## Description
C'est une belle bâtisse de 38 mètres de longueur en forme de croix latine agrémentée d'une tour ronde dans l'angle sud-ouest. Sur le domaine se trouve une chapelle de style gothique rayonnant construite en 1633. C'est désormais une propriété privée qui ne se visite pas.
A proximité, on peut découvrir les Grottes de Varoly, une curieuse pyramide rocheuse appelée le «château du diable» et la belle cascade du ruisseau de Waroly.

## Galerie

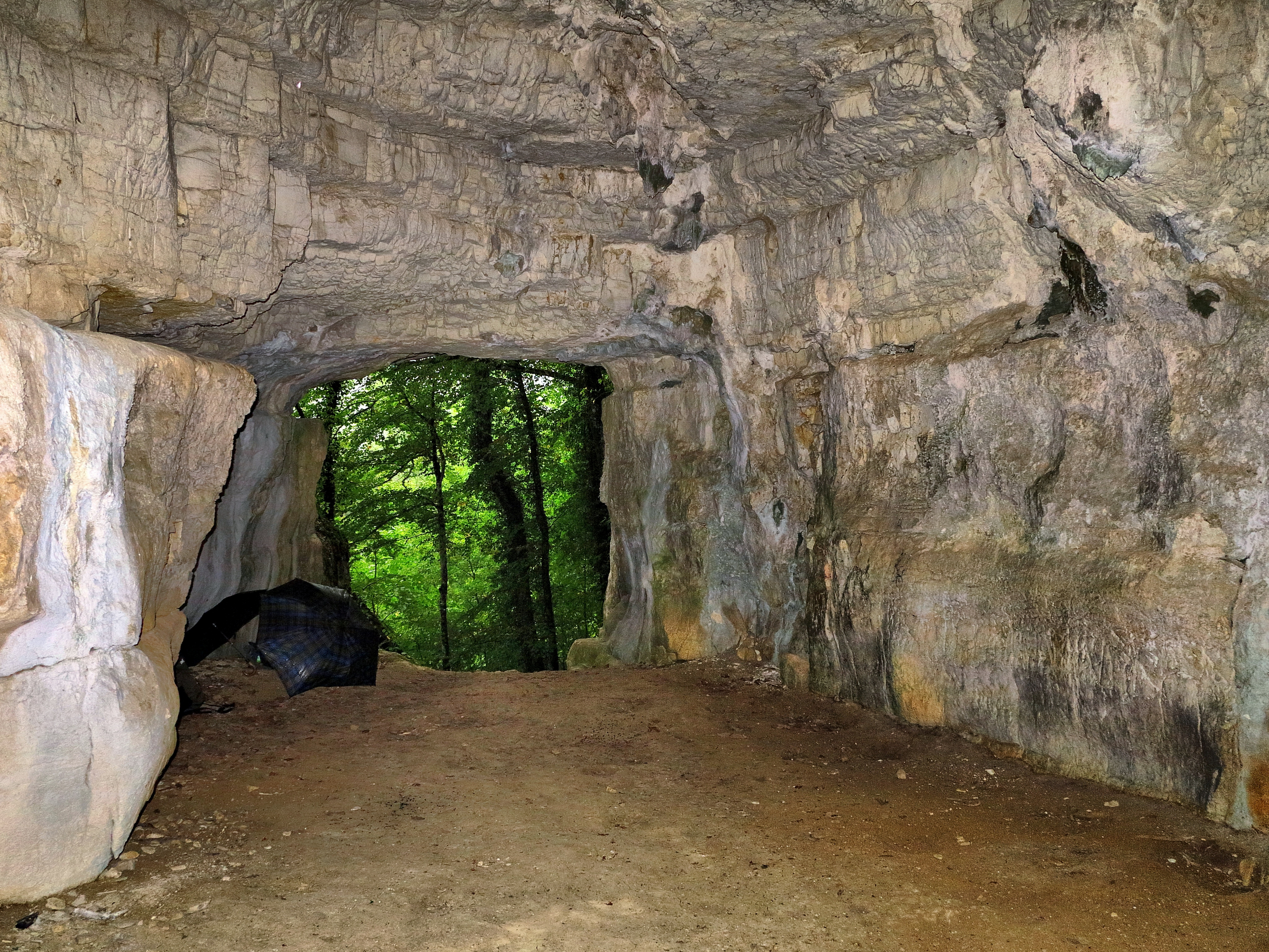
Entrée d'une des grottes de Waroly.
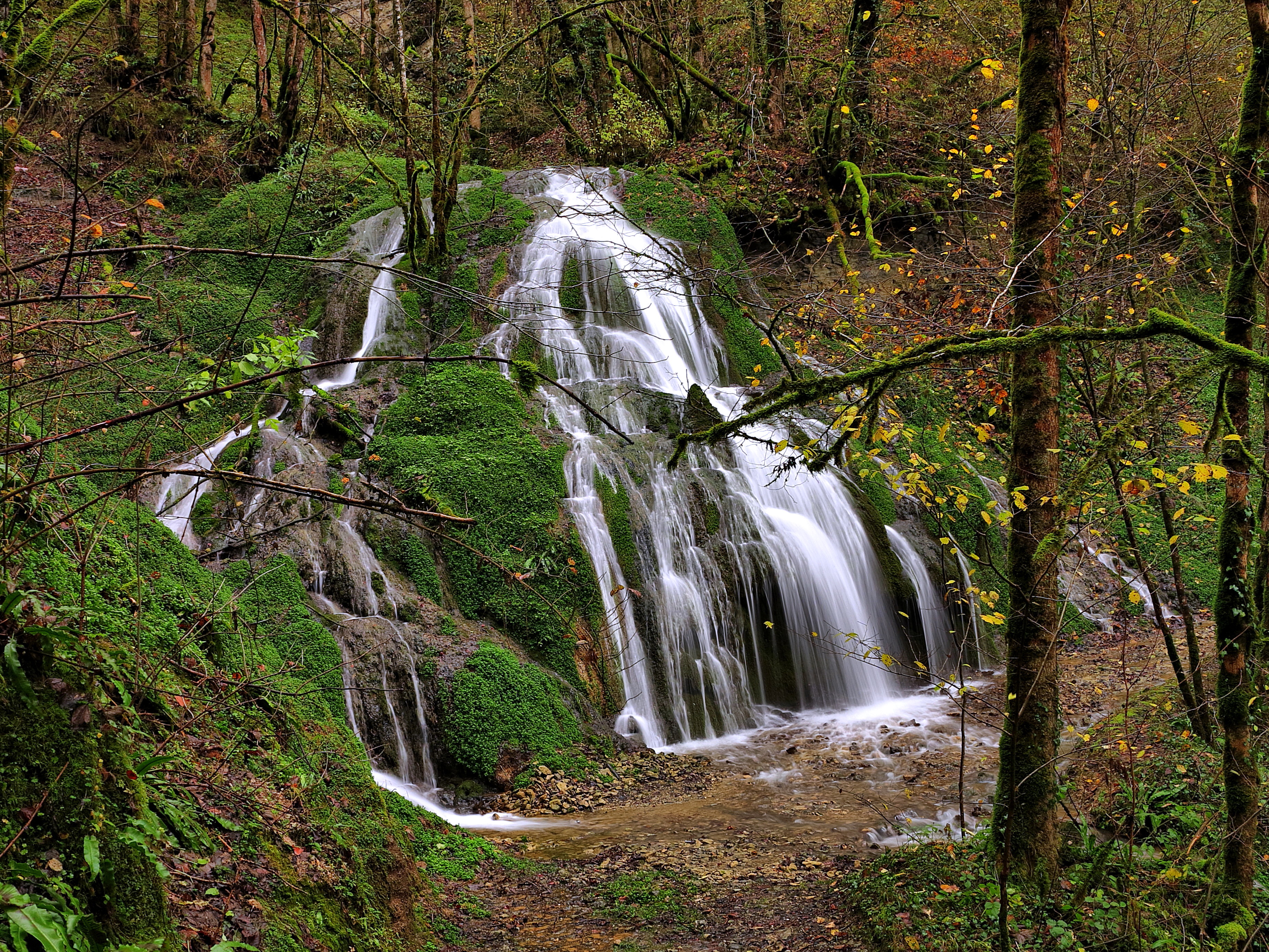
La cascade du ruisseau de Waroly.